# شيف نادار
شيف نادار هو أصحاب أعمال ومستثمر وملياردير هندي وُلد في 14 يوليو (تموز) 1945، وفي عام 1976 أسس شركة أتش سي أل تك التي تخصصت في تقانة المعلومات، واستطاع على مدى ثلاثة عقود أن يجعلها واحدة من الشركات الرائدة في تقانة المعلومات، كما شغل منصب الرئيس التنفيذي لها، كما أسس وترأس مؤسسة شيف نادار.
مُنح شيف نادار في عام 2008 جائزة بادما بوشان تقديرا لإسهاماته في مجال تقانة المعلومات، حيث كرّس جهوده منذ منتصف عقد التسعينيات من القرن العشرين على تطوير النظام التعليمي في الهند من خلال مؤسسة شيف نادار. قُدرت ثروة شيف نادار الصافية، بحسب ما أوردته مجلة فوربس في 26 مارس (آذار) 2025، بنحو 36.5 مليار دولارًا أمريكيًا، وهو ما جعله يُصنف ضمن أغنى أغنياء العالم.

## نشأته
وُلد شيف نادار في 14 يوليو (تموز) عام 1945 في قرية مولايبوزي التابعة لرئاسة مدراس في مقاطعة ثوتوكودي بالهند لعائلة هندوسية تاميلية. التحق شيف نادار بالدراسة في مدرسة تاون الثانوية العليا في كومباكونام في يونيو (حزيران) عام 1955، واستمر في الدراسة بالمدرسة حتى يونيو (حزيران) 1957، ثُم تركها ليلتحق بالدراسة في مدرسة إيلانجو كوربوريشن الثانوية العليا في مادوراي. ثُم التحق بعد ذلك بمدرسة سانت جوزيف الثانوية العليا للبنين في مدينة تريشي حيث أكمل تعليمه الثانوي. حصل شيف نادار بعد ذلك على شهادة ما قبل الجامعة من الكلية الأمريكية في مادوراي، ثُم تخرج في قسم الهندسة الكهربائية والإلكترونية بكلية بي إس جي للتقنية بمدينة كويمباتور.

## مسيرته المهنية
بدأ شيف نادار مسيرته المهنية عام 1967 بالعمل في شركة كوبر للهندسة المحدودة التابعة لمجموعة والتشاند في بوني، ولكن سرعان ما ترك شيف نادار عمله بالشركة لكي يبدأ في تأسيس مشروعه الخاص، بالشراكة مع عدد من أصدقائه وزملائه. وكان هؤلاء الشركاء هم أجاي شودري (الرئيس السابق لشركة إتش سي إل)، وأرجون مالهوترا (الرئيس التنفيذي ورئيس مجلس الإدارة لشركة هيدسترونج)، وسوبهاش أرورا، ويوغيش فايديا، وإس. رامان، وماهيندرا براتاب، ودي إس بوري. أسس شيف نادار مع شركائه شركة مايكروكومب، والتي ركزت على بيع الآلات الحاسبة الرقمية في السوق الهندية، ثُم أسس في عام 1976 شركة إتش سي إل باستثمار بلغ قدره نحو 187,000 روبية هندية. دخلت شركة إتش سي إل السوق الدولية في عام 1980، ثُم افتتح شيف نادار بعد ذلك شركة فار إيست كومبيوترز في سنغافورة، وهي شركة تخصصت في بيع أجهزة تقانة المعلومات. حققت الشركة خلال السنة الأولى من تأسيسها إيرادات هائلة قُدرت بحوالي مليون روبية هندية، وفي يوليو (تموز) 2020، تنازل شيف نادار عن إدارة الشركة وسلمها إلى ابنته روشني نادار، والتي أصبحت أول امرأة تتولى رئاسة شركة لتقانة المعلومات مدرجة في السوق الهندية. استمرت الشركة في عملها داخل سنغافورة، وظل شيف نادار يمتلك أكبر حصة في الشركة، ولكن دون امتلاك أي سلطة إدارية. وفي يوليو (تموز) 2021، تنحى شيف نادار أيضًا عن منصب المدير الإداري لشركة إتش سي إل للتقنية، وعُين سي فيجاياكومار، كرئيس تنفيذي للشركة لمدة خمس سنوات خلفا له. وفي أكتوبر (تشرين الأول) 2021، صنفت مجلة فوربس شيف نادار كثالث أغنى شخص في الهند، بعد أن قُدرت صافي ثروته بنحو 31 مليار دولارًا أمريكيا.